# Конвой SC 104
Конвой SC 104 (англ. Convoy SC 104) — 104-й атлантичний конвой серії SC у кількості 57 транспортних суден, що в супроводженні союзних кораблів ескортної групи B-6 прямував від морських портів Північної Америки до Британських островів.

## Історія
У серпні 1942 року, коли союзники забезпечили прибережні конвої в західній Атлантиці надійними ескортними силами для відсічі атак німецьких субмарин, це призвело до завершення так званого Другого щасливого часу. Адмірал Карл Деніц, головнокомандувач підводних сил Крігсмаріне (BdU), переніс фокус дій своїх підлеглих у середину Атлантики, щоб уникнути можливості їх виявлення патрульними літаками противника. Хоча в середині океану маршрути конвоїв стали менш передбачуваними, Деніц вважав, що збільшена кількість підводних човнів, що діятимуть одночасно, зможе ефективно шукати конвої за сприяння розвідувальних даних, отриманих завдяки розшифровці дешифрувальників морської розвідки (B-Dienst) британського військово-морського шифру номер 3. Однак лише 20 відсотків із 180 трансатлантичних конвоїв, що йшли з кінця липня 1942 року до кінця квітня 1943 року, втратили судна внаслідок нападу підводних човнів.
3 жовтня 1942 року конвой SC 104, що складався з сорока семі торговельних суден, вийшов із Нью-Йорка під місцевим супроводом. Комодором конвою був капітан Ф.Тейлор на Merchant Royal. SC 104 зустрів його океанський ескорт, група В-6, що складалася з британських есмінців типу «F» «Фейм» і типу «V» «Віконт», норвезьких корветів типу «Флавер» «Потентілла», «Еглантін», «Монбретіа» і «Енденес» і рятувального судна конвою Gothland.
На напрямку руху конвою SC 104 оперували дві вовчі зграї: зграя «Вотан» з 10 човнів U-216, U-221, U-258, U-356, U-410, U-599, U-607, U-615, U-618, U-662 і зграї «Леопард» з 7 човнів: U-254, U-353, U-382, U-437, U-442, U-620, U-661.

### Напад
11 жовтня U-258 виявив конвой і повідомив про це інших членів зграї, а незабаром вовча зграя «Вотан» отримала наказ розпочати напад. До вечора 12 жовтня до U-258 приєдналися U-221 і U-356, і в ніч з 12 на 13 жовтня ці човни атакували. Атаки U-258 і U-356 були невдалими, їх відігнав ескорт, але U-221 зміг потопити три судна: норвезькі вантажні «Сента» і «Фагерстен» і британське вантажне судно «Ашворт».
13 жовтня три підводні човни продовжували стежити за суднами конвою і протягом дня до них приєдналися ще п'ять човнів. У ніч з 13 на 14 жовтня «вовча зграя» знову напала. Цього разу U-221 потопив два судна: американський вантажник Susana та британську китодобувну базу Southern Empress. U-607 торпедував грецьке вантажне судно Nellie, яке згодом затонуло, але німецька субмарина зазнала серйозних пошкоджень і була змушена повернутися до Франції для ремонту. U-661 торпедував югославський вантажник Nikolina Matkovic, а U-618 потопив Empire Mersey.
Протягом 15 жовтня човни «Вотан» продовжували стежити за конвоєм SC 104, але не змогли провести жодної успішної атаки тієї ночі. 15 жовтня «Віконт» виявив U-661 у тумані та атакував, використовуючи гарматний вогонь, глибинні бомби та таран власним корпусом. U-661 був затоплений, але «Віконт» також був пошкоджений, і йому довелося припинити діяти у складі конвою.
16 жовтня німецький човен U-353 був виявлений есмінцем «Фейм», який атакував та знищив ворожу субмарину тараном, також зазнавши пошкоджень у процесі затоплення корабля. Командування ескортом перейшло до лейтенант-командора С.Монсена на «Потентілла», який зміг провести атаку по виявленому підводному об'єкту пізніше того ж дня. Ніякої ідентифікації не було зроблено, або результати зараховані, й післявоєнна експертиза довела, що U-254 було серйозно пошкоджено саме під час цієї атаки та німецький підводний човен був змушений повернутися на базу.
16 і 17 жовтня конвой SC 104 прорвався у зону досяжності повітряних патрулів союзників, B-24 «Ліберейтор» далекого радіусу дії та летючих човнів «Каталіна», які відразу забезпечили прикриття з повітря транспортних суден. 17 числа Деніц припинив подальші операції проти конвою SC 104. Залишок плавання пройшов без перешкод, і 21 жовтня конвой досяг Ліверпуля. SC 104 втратив 8 суден водотоннажністю 44 000 тонн, 2 пошкоджених кораблі супроводу, а також знищив 2 підводні човни противника та пошкодив ще 2.

## Кораблі та судна конвою SC 104

### Транспортні судна
Позначення
| Назва                      | Прапор              | Тоннаж (GRT) | Прим.                                               |
| -------------------------- | ------------------- | ------------ | --------------------------------------------------- |
| Aghios Spyridon (1905)     | Грецьке королівство | 3 338        |                                                     |
| Anna (1919)                | Грецьке королівство | 5173         |                                                     |
| Anna N Goulandris (1921)   | Грецьке королівство | 4358         |                                                     |
| Ashworth (1920)            | Велика Британія     | 5227         | 13 жовтня 1942 року потоплено U-221                 |
| Bernhard (1924)            | Норвегія            | 3563         |                                                     |
| Bonde (1936)               | Норвегія            | 1570         | повернулося до Канади                               |
| Boreas (1920)              | Норвегія            | 1570         |                                                     |
| Boston City (1920)         | Велика Британія     | 2870         |                                                     |
| British Progress (1927)    | Велика Британія     | 4581         |                                                     |
| British Renown (1928)      | Велика Британія     | 6997         |                                                     |
| Campus (1925)              | Велика Британія     | 3667         |                                                     |
| Carslogie (1924)           | Велика Британія     | 3786         |                                                     |
| Charles Carroll (1942)     | США                 | 7191         | судно класу «Ліберті»                               |
| Cydonia (1927)             | Велика Британія     | 3517         |                                                     |
| Disa (1918)                | Швеція              | 2002         |                                                     |
| Empire Lightning (1940)    | Велика Британія     | 6942         |                                                     |
| Empire Mersey (1920)       | Велика Британія     | 5791         | 14 жовтня 1942 року потоплено U-618                 |
| Empire Mouflon (1921)      | Велика Британія     | 3234         |                                                     |
| Empire Waterhen (1920)     | Велика Британія     | 6004         |                                                     |
| Fagersten (1921)           | Норвегія            | 2342         | 13 жовтня 1942 року потоплено U-618                 |
| Garnes (1930)              | Норвегія            | 1559         |                                                     |
| George B. McClellan (1942) | США                 | 7181         | судно класу «Ліберті»                               |
| Georgios (1903)            | Грецьке королівство | 4052         |                                                     |
| Gothland (1932)            | Велика Британія     | 1286         | Рятувальне судно конвою                             |
| Gudvor (1928)              | Норвегія            | 2280         |                                                     |
| Inger Lise (1939)          | Норвегія            | 1582         |                                                     |
| John Hathorn (1942)        | США                 | 7176         | судно класу «Ліберті»                               |
| Lido (1930)                | Норвегія            | 1918         |                                                     |
| Liverpool Loyalist (1932)  | Велика Британія     | 1416         |                                                     |
| Llangollen (1928)          | Велика Британія     | 5056         |                                                     |
| Mars (1925)                | Нідерланди          | 1582         |                                                     |
| Merchant Royal (1928)      | Велика Британія     | 5008         | судно командора конвою                              |
| Nea (1921)                 | Норвегія            | 1877         |                                                     |
| Nellie (1913)              | Грецьке королівство | 4826         | 14 жовтня 1942 року потоплено U-607                 |
| Nikolina Matkovic (1918)   | Югославія           | 3672         | 14 жовтня 1942 року потоплено U-661                 |
| Ozark (1919)               | США                 | 2689         |                                                     |
| Peterston (1925)           | США                 | 4680         |                                                     |
| Porjus (1906)              | Швеція              | 2965         | повернулося до Канади                               |
| Prinses Maria-Pia (1938)   | Бельгія             | 2588         |                                                     |
| Ramava (1938)              | Латвія              | 2141         |                                                     |
| Reigh Count (1907)         | Панама              | 4657         |                                                     |
| Robert Morris (1942)       | США                 | 7176         | судно класу «Ліберті»                               |
| Rocha (1933)               | Панама              | 1471         |                                                     |
| Roxane (1929)              | Велика Британія     | 7813         |                                                     |
| Saintonge (1936)           | Велика Британія     | 9386         |                                                     |
| Saluta (1906)              | Велика Британія     | 6261         |                                                     |
| Senta (1917)               | Норвегія            | 3785         | 13 жовтня 1942 року потоплено U-221                 |
| Sinnington Court (1928)    | Велика Британія     | 6910         |                                                     |
| Souliotis (1917)           | Грецьке королівство | 4299         |                                                     |
| Southern Empress (1914)    | Велика Британія     | 3785         | Китобійна база; 14 жовтня 1942 року потоплена U-221 |
| Suderoy (1913)             | Норвегія            | 7562         |                                                     |
| Susana (1914)              | США                 | 5929         | 14 жовтня 1942 року потоплено U-221                 |
| Theomitor (1910)           | Грецьке королівство | 4427         |                                                     |
| Vinga (1927)               | Норвегія            | 7321         |                                                     |
| William Johnson (1942)     | США                 | 7191         | судно класу «Ліберті»                               |

### Кораблі ескорту
| Назва                | Прапор                                  | Тип корабля                                             | Прим.        |
| -------------------- | --------------------------------------- | ------------------------------------------------------- | ------------ |
| «Енденес»            | Військово-морські сили Норвегії         | корвет типу «Флавер»                                    | 10-21 жовтня |
| «Алгома»             | Військово-морські сили Канади           | корвет типу «Флавер»                                    | 3-7 жовтня   |
| «Чикутімі»           | Військово-морські сили Канади           | корвет типу «Флавер»                                    | 3-10 жовтня  |
| «Драммонвіль»        | Військово-морські сили Канади           | тральщик класу «Бангор»                                 | 7-8 жовтня   |
| «Еглантін»           | Військово-морські сили Норвегії         | корвет типу «Флавер»                                    | 10-21 жовтня |
| «Елк»                | Військово-морські сили Канади           | озброєна яхта                                           | 7-8 жовтня   |
| «Фейм»               | Військово-морські сили Великої Британії | ескадрений міноносець типу «F»                          | 10-16 жовтня |
| HMS Magdalen (T 279) | Військово-морські сили Великої Британії | військовий траулер                                      | 7-8 жовтня   |
| «Малпег»             | Військово-морські сили Канади           | тральщик класу «Бангор»                                 | 10 жовтня    |
| «Менсфілд»           | Військово-морські сили Канади           | ескадрений міноносець типу «Таун»                       | 6-10 жовтня  |
| «Мелвілл»            | Військово-морські сили Канади           | тральщик класу «Бангор»                                 | 6-14 жовтня  |
| «Морден»             | Військово-морські сили Канади           | корвет типу «Флавер»                                    | 21 жовтня    |
| «Монбретіа»          | Військово-морські сили Норвегії         | корвет типу «Флавер»                                    | 10-21 жовтня |
| «Потентілла»         | Військово-морські сили Норвегії         | корвет типу «Флавер»                                    | 10-21 жовтня |
| «Рімоускі»           | Військово-морські сили Канади           | корвет типу «Флавер»                                    | 6-10 жовтня  |
| «Роксборо»           | Військово-морські сили Великої Британії | есмінець типу «Таун»                                    | 3-7 жовтня   |
| «Віконт»             | Військово-морські сили Великої Британії | ескадрений міноносець типу «Торнікрофт» типу «V» та «W» | 10-15 жовтня |
| «Візерінгтон»        | Військово-морські сили Великої Британії | ескадрений міноносець «Адміралті» типу «W»              | 6-10 жовтня  |

## Підводні човни, що брали участь в атаці на конвой
Позначення
| Назва                            | Тип                             | Командир                                     | Результати атаки |
| Вовча зграя «Вотан» (10 човнів)  | Вовча зграя «Вотан» (10 човнів) | Вовча зграя «Вотан» (10 човнів)              | Вовча зграя «Вотан» (10 човнів) |
| -------------------------------- | ------------------------------- | -------------------------------------------- | --- |
| U-216                            | типу VIID                       | оберлейтенант-цур-зее Карл-Отто Шульц        | не атакував; 20 жовтня потоплений південно-західніше Ірландії глибинними бомбами британського бомбардувальника «Ліберейтор»                                                                 |
| U-221                            | типу VIIC                       | оберлейтенант-цур-зее Ганс-Гартвіг Троєр     | 13 жовтня затопив судна Fagersten, Ashworth, Senta, 14 жовтня — Susana, Southern Empress з дев'ятьма десантно-висадковими засобами типу LCM і одним танкодесантним судном типу LCT на борту |
| U-258                            | типу VIIC                       | капітан-лейтенант Вільгельм фон Мессенгаузен | не атакував |
| U-356                            | типу VIIC                       | капітан-лейтенант Георг Валлас               | не атакував |
| U-410                            | типу VIIC                       | капітан-лейтенант Курт Штурм                 | не атакував |
| U-599                            | типу VIIC                       | капітан-лейтенант Вольфганг Брайтгаупт       | не атакував |
| U-607                            | типу VIIC                       | капітан-лейтенант Ернст Менгерзен            | 14 жовтня затопив судно Nellie |
| U-615                            | типу VIIC                       | капітан-лейтенант Ральф Капіцкі              | не атакував |
| U-618                            | типу VIIC                       | капітан-лейтенант Курт Баберг                | 14 жовтня затопив судно Empire Mersey |
| U-662                            | типу VIIC                       | корветтен-капітан Вольфганг Германн          | не атакував |
| Вовча зграя «Леопард» (7 човнів) |                                 |                                              | |
| U-254                            | типу VIIC                       | капітан-лейтенант Ганс Гілардоне             | не атакував |
| U-353                            | типу VIIC                       | оберлейтенант-цур-зее Вольфганг Ремер        | 16 жовтня 1942 року затоплений західніше Ірландії глибинними бомбами британського есмінця «Фейм»                                                                                            |
| U-382                            | типу VIIC                       | капітан-лейтенант Герберт Юлі                | не атакував |
| U-437                            | типу VIIC                       | капітан-лейтенант Вернер-Карл Шульц          | не атакував |
| U-442                            | типу VIIC                       | корветтен-капітан Ганс-Йоахім Гессе          | не атакував |
| U-620                            | типу VIIC                       | оберлейтенант-цур-зее Гайнц Штайн            | не атакував |
| U-661                            | типу VIIC                       | оберлейтенант-цур-зее Ерік фон Лілінфельд    | 14 жовтня затопив судно Nikolina Matkovic; наступного дня потоплений південно-східніше мису Фарвель після тарану британського есмінця «Віконт»                                              |